# I Wayan Bawa
I Wayan Bawa (ur. 1939, zm. 2005) – indonezyjski językoznawca. Zajmował się zróżnicowaniem dialektalnym języka balijskiego.

## Życiorys
Doktorat z językoznawstwa uzyskał na Wydziale Literatury Uniwersytetu Indonezyjskiego, gdzie przedstawił rozprawę na temat dialektologii. W 1991 roku objął stanowisko profesora na Wydziale Literatury Uniwersytetu Udayana. W latach 1980–1990 kierował programem studiów na kierunku filologia indonezyjska.
Do 1999 roku był kierownikiem balijskiego oddziału Indonezyjskiego Towarzystwa Lingwistycznego (Masyarakat Linguistik Indonesia). Od 1999 roku członek Komisi Disiplin Ilmu ds. Literatury i Filozofii Departemen Pendidikan Nasional.

## Wybrana twórczość
- Bahasa Bali di daerah Propinsi Bali: sebuah analisis geografi dialek (1982)
- Struktur Bahasa Bali (1981)
- Sintaksis Bahasa Bali (1983)